# Vườn quốc gia Eifel
Vườn quốc gia Eifel (tiếng Đức: Nationalpark Eifel) là vườn quốc gia thứ 14 ở Đức và vườn đầu tiên ở Nordrhein-Westfalen.

## Vị trí
Vườn quốc gia tương đối còn trẻ này nằm ở miền Bắc của vùng Eifel giữa Nideggen ở miền Bắc, Gemünd ở miền Nam và có ranh giới với Bỉ về phía tây nam. Từ ngày 1 tháng 1 năm 2004, thì luật về vườn quốc gia có hiệu lực ở đây, theo đó ít nhất 75% diện tích trong vòng 30 năm phải để tự nhiên. Cơ quan hành chính của vườn quốc gia được giao cho cơ quan lâm nghiệp Eifel với trụ sở ở Schleiden. Khu vực này rộng khoảng 10.700 ha, có ranh giới về phía tây bắc với đập nước Rurstausee bao gồm Urfttalsperre, và chỗ tập luyện quân sự cũ Vogelsang.